# Погорєлка (Бежецький район)
Погорєлка (рос. Погорелка) — присілок в Бежецькому районі Тверської області Російської Федерації.
Населення становить 23 особи. Входить до складу муніципального утворення Городищенське сільське поселення.

## Історія
Від 2005 року входить до складу муніципального утворення Городищенське сільське поселення.

## Населення
| 2008 | 2010 |
| ---- | ---- |
| 35   | ↘23  |